# Tienda en Veo
Tienda en Veo va ser un canal de televisió espanyol dedicat a la venda de productes i serveis comunament anomenats telebotiga, vidència i concursos de Call TV les 24 hores del dia. Pertanyia al grup Unidad Editorial (Veo7, Marca TV).
El mes de setembre, el Ministeri d'Indústria va exigir a Veo Televisión el tancament immediat de Tienda en Veo a la TDT, ja que considerà que estava vulnerant el límit de quatre emissions simultànies que recull la Llei General Audiovisual. Aquest mateix dia també es va exigir el tancament de Canal Club. Dies abans, el Govern també va exigir el tancament de Cincoshop a Gestevisión Telecinco pels mateixos motius. El canal va cessar les seves emissions el 21 de desembre de 2010.